# August Gustafsson
Per August Gustafsson (Svédország, Västra Götaland megye, Tibro község, Tibro, 1875. november 4. – Svédország, Västra Götaland megye, Göteborg, 1938. október 31.) olimpiai bajnok svéd kötélhúzó.
Az 1912. évi nyári olimpiai játékokon indult kötélhúzásban svéd színekben. A Stockholmi Rendőrség csapatában volt tag. Rajtuk kivül csak a brit csapat, a Londoni Rendőrség indult, így csak egy mérkőzés volt, amit ők nyertek.